# Fithian
Fithian – wieś w Stanach Zjednoczonych, w stanie Illinois, w hrabstwie Vermilion.